# Agnous
Les Agnous (ou Añú selon l'orthographe espagnole), également appelés paraouhanos (en espagnol : paraujanos), sont une population indigène du Venezuela et l'un des cinq peuples aborigènes de l'État de Zulia avec les Barí, Yukpa,  Wayúu et  Japreira. Le terme désigne également la langue parlée par cette population : l'agnou, une langue arawakienne.

## Histoire et distribution

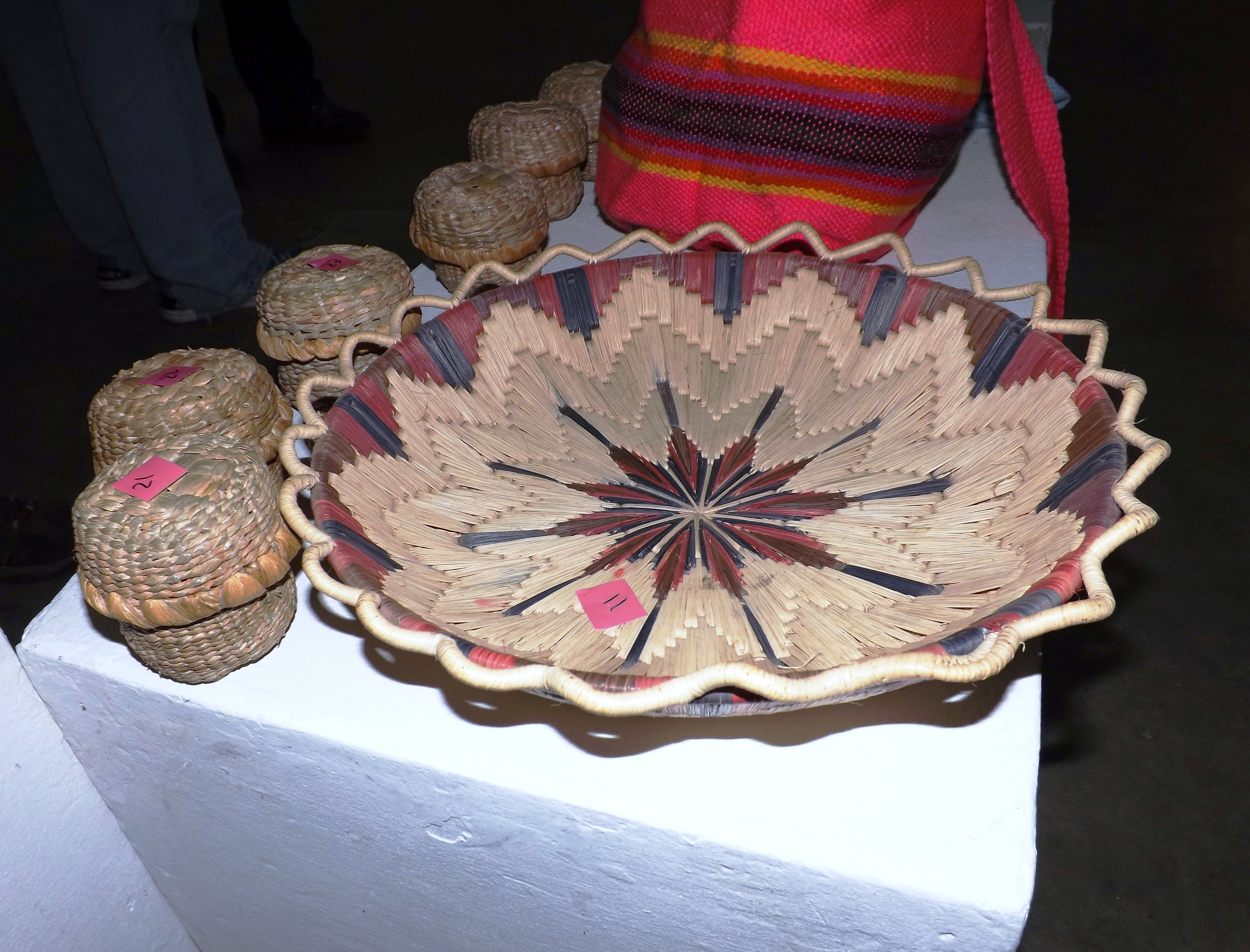
Tissage fabriqué par les Agnous à partir de feuilles de Typha et de totora.

Le terme Agnou (espagnol  añu) signifie dans cette langue peuple de l'eau ou peuple de la mer. Ils sont également connus sous les termes paraouhanos (espagnol : paraujanos), « habitants de la côte de la mer », le terme dérive du gentilé que les peuples voisins wayúu donnent aux Agnous. C'est un terme composé de « para » (mer) ou « pararou » (côte maritime) qui permet de les identifier comme « peuple de la côte maritime » (Johannes Wilbert. 1983). Actuellement, bien que les personnes âgées se reconnaissent entre elles sous ce terme, le mot espagnol lagunero (lagunaire, de la lagune) est très répandu.
Les Agnous sont l'un des cinq peuples aborigènes de l'État de Zulia (les autres sont les Barí, les Yukpa, les Wayúu et les Japreira). Cette dernière communauté est reconnue depuis quelques années seulement par le gouvernement national, raison pour laquelle on ne peut pas localiser précisément ce peuple de la serranía del Perijá. Cependant, ils se trouvent près des communautés des Barí et Yukpa.
Les  Agnous sont la seconde communauté indigène par le nombre de leurs membres au Venezuela. Comme les Wayúu, leur langue appartient aux langues arawakiennes. Le terme même de paraujano appartient à la langue wayúu et s'est imposé contre añu, qui est essentiellement utilisé par les chercheurs et le Mouvement Culturel Paraujano (MOCUPA).

### Localisation
Cette communauté est localisée au Venezuela, dans les communes de Guajira, Mara, Almirante Padilla, Rosario de Perija et Maracaibo, dans l'État de Zulia.
Selon le recensement de 2001, le peuple agnou compte 17 437 personnes. La Lagune de Sinamaica compte 5 942 personnes, c'est la ville qui compte le plus d'habitants de ce groupe.

### Menaces
Les menaces contre ce groupe sont multiples : la fragilité de leur écosystème lagunaire, la perte progressive de leur langue, les éléments acculturant de l'intégration au Venezuela, les conditions précaires de vies et les tensions internes sont autant d'éléments qui fragilisent la survie du peuple

## Organisation et aspects culturels

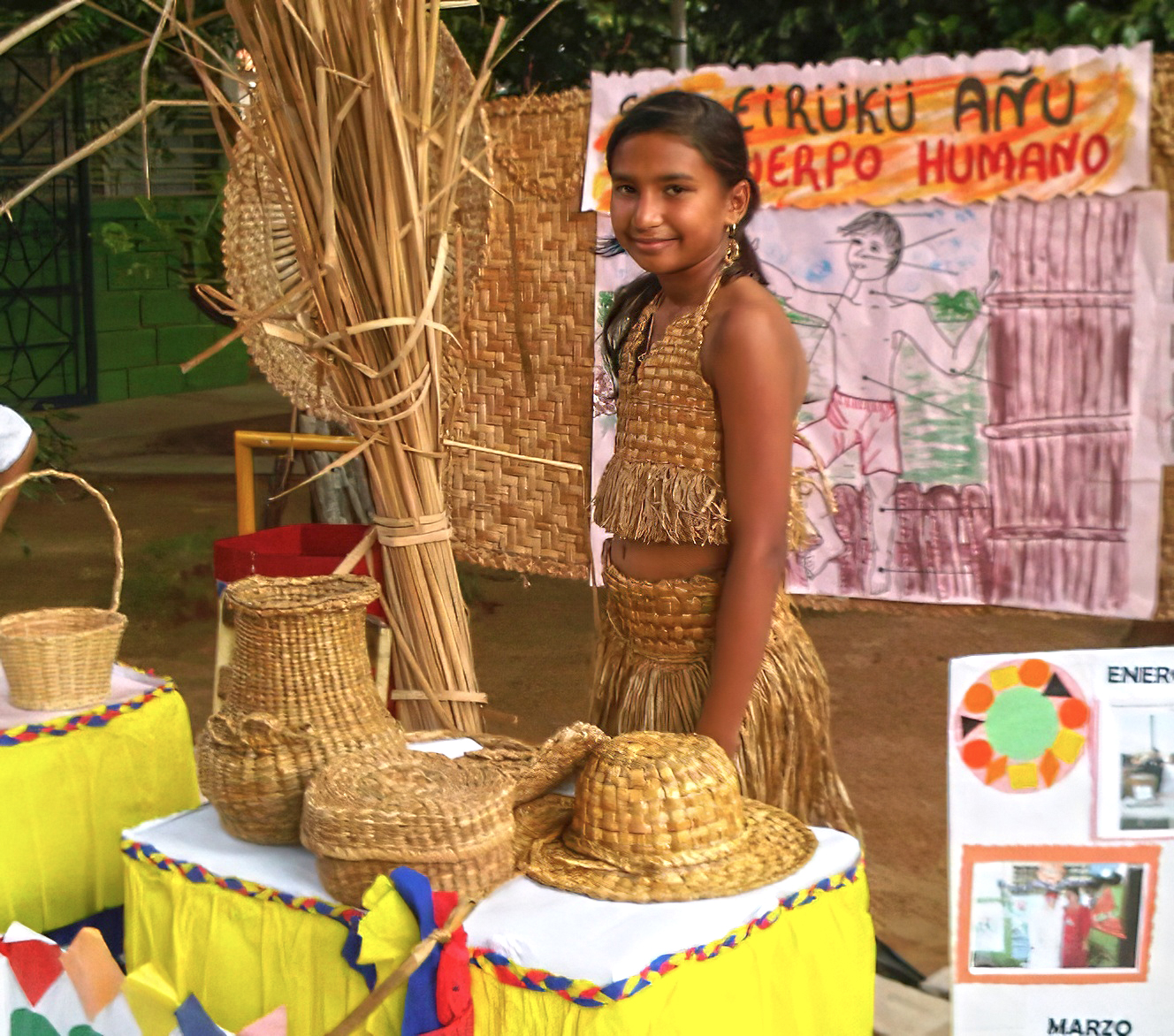
Jeune fille du peuple agnou en vêtement traditionnel de l’État de Zulia, Venezuela.

### Économie
L'économie des Agnous est basée sur la pêche qui est le principal recours économique de la famille. C'est un travail réalisé par les hommes et transmis de père en fils. Une seconde source de revenu est la cueillette des typhas pour les tresser. Ce travail féminin rapporte peu aux familles.
Une dernière activité est la chasse d'oiseaux sylvestres.

### Culture
La culture agnou a permis le développement de l'activité de tissage de typhas pour la réalisation de murs et de toits, ainsi que pour différents accessoires esthétiques – cannes, figures animales etc. C'est un travail exclusivement féminin.
De la même manière le travail du bois de palétuvier est réalisé par les hommes pour les constructions.

### Logement
Le logement des Agnous reste traditionnel. Il est fait en bois de palétuvier et est situé dans les mangroves côtières, de typha et est construit à environ deux mètres au-dessus de la mangrove. Ce type d'habitat est également nommé « lacustre » puisqu'il est construit au-dessus des étangs.

## Vocabulaire
- Agnou / Añú : peuple de la côte maritime.
- Arouyouou / Aruyuu : Dieu créateur.
- Warushar : la Lagune
- Meikol: moustique.
- Baqueta : Tige avec une pointe effilée